# Jane Steps Out
Jane Steps Out é um filme britânico do gênero comédia, dirigido por Paul L. Stein. Lançado em 1938, foi protagonizado por Diana Churchill, Jean Muir, Peter Murray-Hill e Athene Seyler.

## Resumo do enredo
Uma jovem mulher é ofuscada pela irmã mais glamourosa. Com a ajuda de sua avó, ela se transforma e conquista um jovem atraente num primeiro momento.

## Elenco
- Diana Churchill - Jane Wilton
- Jean Muir - Beatrice Wilton
- Peter Murray-Hill - Basil Gilbert
- Athene Seyler - Grandma
- Fred Emney - general Wilton
- Iris Hoey - Sra. Wilton
- Judy Kelly - Margot Kent